# ライモン・パニカー
ライモン・パニカー（Raimon Panikkar Alemany、1918年11月2日 - 2010年8月26日、Raimundo PanikkarやRaymond Panikkarとも）は、スペインのカトリック教会の司祭であり、宗教間対話の提唱者として知られる。研究者としては比較宗教学を専門とした。

## 生い立ちと教育
ライモン・パニカーは、バルセロナ生まれ。カトリック教会のスペイン人の母と、ヒンドゥー教のインド人の父のあいだに生まれた。母親は教養があり、カタルーニャのブルジョワ階級の出身だった。父親のRamunni Panikkarは、南インドのマラバール地区のナーヤルの出身である。パニカーの父親は、イギリス領インド帝国時代に自由のためにイギリスと戦った活動家で、後にイギリスを脱出し、カタルーニャ人と結婚した。パニカーの父親はイギリスで学び、バルセロナでドイツの化学会社の代表を務めていた。
イエズス会の学校で教育を受けたパニカーは、バルセロナ、ボン、マドリードの大学で化学と哲学を、マドリードとローマでカトリック神学を学んだ。1946年にマドリード大学で哲学の博士号を、1958年には化学の博士号を取得した。1961年にはローマの教皇庁立ラテラン大学で三つ目の神学の博士号を取得したが、その際、トマス・アクィナスの哲学と、8世紀のヒンドゥー哲学者であるシャンカラの『ブラフマ・スートラ』解釈を比較した。

## 経歴
1946年にカトリック教会の司祭に叙階され、マドリード大学の哲学の教授となった。
1954年に初めてインドを訪れ、マイソール大学とバナラス・ヒンドゥー大学でインド哲学とインドの宗教を学んだ。そこで、キリスト教の信仰を東洋的に表現する方法を探していた西洋人の修道士たちと出会った。彼は後に「私は、キリスト教徒としてヨーロッパを（インドに向けて）出発し、自分のルーツがインドであることを知り、キリスト教徒のまま仏教徒として帰国した」と述べている。
1962年、エルサレムに滞在していたパニカーは、オプス・デイの創立者で初代総長であったホセマリア・エスクリバーによってローマに召喚され、組織への不服従を問う短い裁判の後、除名された。
1966年にハーバード神学校の客員教授となり、1972年にはカリフォルニア大学サンタバーバラ校の宗教学の教授となった。一年のうち、春に教鞭をとり、残りはインドで研究を行うという生活を長年続けた。二つ以上の伝統を手の届く範囲に置き、それらのあいだに比較の線を引く、というのが、特に宗教系ではない大学においては、異文化間の宗教研究の典型的な研究方法であった。しかしパニカーは、二つ以上の伝統の目を通して現実世界の問題を見るというアプローチをとった。
1987年、バルセロナ北部の丘陵地帯、カタルーニャ州のen:Tavertetに移り住み、異文化研究のためのセンターであるRaimon Panikkar Vivarium Foundationを設立した。貧困に苦しむインドの数多くの村を救済するために宗教を超えた協力を行うという理念を実現するため、2005年にはArborを設立した。
パニカーは、40冊以上の著書と900本以上の論文を執筆している。彼の全集はイタリア語で出版されている。彼が1989年に行なったギフォード講義は、2009年にThe Rhythm of Being（存在のリズム）という題でOrbis社から英語で出版された。
2010年1月26日付のTavertetの自宅からの声明で、彼はこう書いている。「親愛なる友たちよ……（これまで何度も先延ばしにしてきたが）直接的なものであれ、知的な貢献であれ、すべての公的活動から手を引く時が来たことを、あなたがたにお伝えしたいと思います。私は、私の考察を分かち合う手段として、人生のすべてをこれまでの活動に捧げてきました。今後私は、沈黙と祈りを通して、より深くあなたがたに寄り添い続けたいと思います。同じようにあなたがたも、私に残された最後の時間、私に寄り添っていただきたいと思います。「人は人間関係のネットワークの結び目である」という私の言葉を、皆さんはよく耳にされたことでしょう。皆さんとお別れするにあたり、これまで皆さん一人ひとりとの関係が私を豊かにしてくれたことに、心から感謝いたします。また、たとえ私がいなくとも、個人的に、あるいは組織的に、私のメッセージと理想を分かち合うための活動を続けてくださっているすべての方々に感謝いたします。他者との交わりのなかに生きるかどうかということでしかない、人生という贈り物に感謝しています。この精神とともに、私は自分の職務をしてきたのです。」

## 著作
- The Unknown Christ of Hinduism (1964)
- The "crisis" of Madhyamika and Indian philosophy today. University of Hawaii Press (1966)
- Cometas: Fragmentos de un diario espiritual de la postguerra. Euramerica, S.A. (first edition; 1972)
- Worship and secular man: An essay on the liturgical nature of man, considering secularization as a major phenomenon of our time and worship as an apparent fact of all times; A study towards an integral anthropology. Orbis Books, 1973
- The Trinity and the religious experience of man: Icon-person-mystery. Orbis Books, 1973 ISBN 0-88344-495-X
- The Vedic Experience: Mantramañjari: An Anthology Of The Vedas For Modern Man. Berkeley: University of California Press, 1977.
- Colligite fragmenta: For an integration of reality. Villanova University Press, 1978
- Myth, Faith and Hermeneutics: Cross Cultural Studies. Paulist Press, 1979. ISBN 0-8091-0232-3ISBN 0-8091-0232-3
- 'Aporias in the comparative philosophy of religion', in Man and World, vol 13, 1980, pp. 357–83.
- The Unknown Christ Of Hinduism: Towards An Ecumenical Christophany (1981  Maryknoll, N.Y.: Orbis Books.) ISBN 0-88344-523-9
- Blessed Simplicity: The Monk as a Universal Archetype. San Francisco, CA: HarperSanFrancisco, 1984. ISBN 0-8164-0531-XISBN 0-8164-0531-X
- The Silence of God: The Answer of the Buddha. Orbis Books; revised edition (June 1989) ISBN 0-88344-446-1
- The Cosmotheandric Experience: Emerging Religious Consciousness edited by Scott Eastham. Orbis Books, June 1993. ISBN 0-88344-862-9ISBN 0-88344-862-9
- A Dwelling Place for Wisdom. Westminster John Knox Press, November 1993 ISBN 0-664-25362-8
- Invisible Harmony: Essays on Contemplation and Responsibility edited by Harry James Cargas. Augsburg Fortress Publishers, June 1995 ISBN 0-8006-2609-5
- Pluralism and oppression: theology in world perspective (co-authored with Paul F. Knitter). College Theology Society. Lanham, Md.: University Press of America, 1991.
- Cultural Disarmament: The Way to Peace. Westminster John Knox Press; September 1, 1995 ISBN 0-664-25549-3
- The Intrareligious Dialogue. Paulist Press; revised edition, July 1999. ISBN 0-8091-3763-1ISBN 0-8091-3763-1
- Christophany: The Fullness Of Man. Orbis Books, November 30, 2004. ISBN 1-57075-564-7ISBN 1-57075-564-7
- Foreword to The Cave of the Heart: The Life of Swami Abhishiktananda by Shirley Du Boulay. Orbis, 2005. ISBN 1-57075-610-4ISBN 1-57075-610-4
- Espiritualidad Hindu: Sanatana Dharma. Kairos, 2006 ISBN 84-7245-577-7
- The Experience of God: Icons of the Mystery (trans. by Joseph Cunneen). Fortress Press, 2006. ISBN 0-8006-3825-5ISBN 0-8006-3825-5
- Initiation to the Vedas. Motilal Banarsidass, July 15, 2006 ISBN 81-208-2954-9
- Human Rights as A Western Concept (co-authored with Arvind Sharma). D.K. Printworld, 2007, New Delhi. ISBN 81-246-0429-0ISBN 81-246-0429-0
- The Rhythm of Being. The Gifford Lectures. Orbis Books, June 20, 2009. ISBN 978-1-57075-855-3ISBN 978-1-57075-855-3